# Аудио (деревня)
А́удио (фин. Autio) — деревня в составе Токсовского городского поселения Всеволожского района Ленинградской области.

## Название
Происходит от финского «autio» — пустошь.

## История
Первое картографическое упоминание деревни под названием Варколова происходит в 1834 году на карте Санкт-Петербургской губернии Ф. Ф. Шуберта.
На картах XIX века на левому берегу Охты обозначались четыре смежных деревни Варколова.

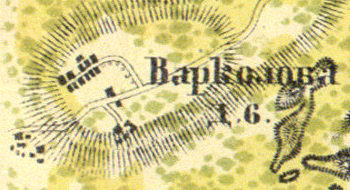
План деревни Аудио. 1860 год

По сути они представляли собой четыре хутора одной большой деревни. Из северного произошла деревня Аудио, из трёх остальных современная деревня Варкалово, причём в конце века к «большой деревне Вараколово» относили ещё и соседние Куялово, Хейлози и Кузьмолово.

ВАРАКОЛОВО — состояла из посёлков: Хейлози (Хейлази), Куяломяки (Куялово), Аутионмяки (АУДИОМЯКИ), Вараколово, Кузьмолово.

АУДИОМЯКИ — посёлок, на земле седьмого сельского общества при р. Охте 5 дворов, 16 м. п., 17 ж. п. всего 33 чел. (1896 год)

В конце XIX — начале XX века деревня административно относилась к Токсовской волости 2-го стана Шлиссельбургского уезда Санкт-Петербургской губернии.
В 1902 году в Аутио открылась земская школа, первым учителем был М. Руотси. В ней учились 19 мальчиков и 22 девочки лютеранского вероисповедания; 3 девочки других вероисповеданий.
В 1909 году в деревне было 3 двора.
Начиная с 1909 года обозначается на картах как Авдиомякки, затем — Аудио.
Согласно переписи населения СССР 1926 года:

АУТИО — деревня Кузьмоловского сельсовета Токсовской волости, 7 хозяйств, 34 души, все ингерманландцы. (1926 год)

По административным данным 1933 года деревня называлась Аудио и относилась к Капитоловскому сельсовету Куйвозовского района.

Деревня Аудио на карте 1939 года — затемнённая область в центре

Согласно переписи населения СССР 1939 года:

АУДИО — деревня в Капитоловском сельсовете Парголовского района, 48 чел. (1939 год)

До 1942 года — место компактного проживания ингерманландских финнов.
В 1958 году население деревни составляло 56 человек.
По данным 1966, 1973 и 1990 годов деревня Аудио находилась в административном подчинении Токсовского поселкового совета.
В 1997 году в деревне проживали 9 человек, в 2002 году — 8 человек (русских — 100 %), в 2007 году — 4.

## География
Деревня расположена в центральной части района, к югу и смежно с посёлком Токсово.
Расстояние до административного центра поселения 4 км.
Рядом с деревней проходит железнодорожная линия Приозерского направления, остановочного пункта нет.
Деревня находится на левом берегу реки Охты в месте впадения в неё реки Токса.

## Демография
| 2007 | 2010 | 2017 |
| ---- | ---- | ---- |
| 4    | ↗95  | ↘23  |

Национальный состав
Согласно данным Всероссийской переписи населения 2021 года в деревне проживали 75 человек, из них русские — 71, таджики — 4 человека.

## Улицы
22-й км железной дороги Капитолово — Токсово.

## Прочее
- Ранее, в деревне Аудио находился дом Героя Советского Союза В. Я. Петрова[22].
- Существует также СНТ «Аудио», которое расположено к югу от деревни, в Кузьмоловском городском поселении, смежно с деревней Варкалово, на автодороге 41К-337 (подъезд к дер. Варкалово).